# Marita Geraghty
Marita Geraghty (Chicago, 26 de março de 1962) é uma atriz estadunidense, mais conhecida por sua figuração na comédia romântica Feitiço do Tempo em que atuou ao lado de Bill Murray. Foi casada com o ator Michael Maguire, com quem teve duas filhas.

## Biografia
Ela se graduou pela University of Illinois e fez sua estreia na Broadway na peça Coastal Disturbances.

## Carreira

### Filmografia
- No Mercy  (1986)
- Hiding Out (1987)
- Broadcast News (1987)
- Fresh Horses (1988)
- Sleeping with the Enemy (1991)
- Hero (1992)
- This Is My Life (1992)
- Groundhog Day (1993)
- Past Tense (1994)
- Don Juan DeMarco (1994)
- In the Flesh (1995)
- The Luck of the Irish (2001)
- Use As Directed (2008)

### Televisão
- Spenser: For Hire (1988)
- Hard Time on Planet Earth (1989)
- Against the Law (1990)
- Law & Order (1990)
- To Save a Child (1991)
- Whoops!, como a manicure Suzanne Skillman (Fox, 1992).[2]
- Past Tense (1994)
- Seinfeld (1994)
- Mad About You (1995)
- Frasier (1996)
- Chicago Hope (1997)
- Judging Amy (2001)
- Charmed (2003)
- CSI: Crime Scene Investigation (2003)
- Miss Match (2003)
- Touched by an Angel (2003)
- Numb3rs (2005)
- The Ex List (2008)

### Teatro
- Present Laughter (1986)
- Biloxi Blues (1986)
- Coastal Disturbances (1987)
- Spoils of War (1989)
- The Night of the Iguana

- The Heidi Chronicles

- The Good Doctor (2000)
- Distracted (2007)